# Soo Bahk Do
 (août 2020).
Si vous disposez d'ouvrages ou d'articles de référence ou si vous connaissez des sites web de qualité traitant du thème abordé ici, merci de compléter l'article en donnant les références utiles à sa vérifiabilité et en les liant à la section « Notes et références ».
Le Soo Bahk Do Moo Duk Kwan, fondé par le Grand-Maître Hwang Kee, est la seule des cinq écoles coréennes traditionnelles à perdurer depuis 1945.
Le Soo Bahk Do Moo Duk Kwan enracine son enseignement dans ses cinq principes de base : l’Histoire (Lyok sa), la Tradition (Jong tong), la Philosophie (Choul hak), la Discipline et le Respect (Neh gang weh yoo), la Technique (Ki sool)
L’utilisation prononcée de la hanche caractérise la pratique de tous les types d’exercices.
Varié, il comprend des enchaînements travaillés par séquence dans des mouvements de base, des techniques imposées pratiquées en face à face, de l'autodéfense, des exercices respiratoires et du combat sans contact.
Il y a 8 concepts : Courage, Concentration, Endurance, Honnêteté, Humilité, Contrôle de la puissance, Tension, relaxation et Contrôle de la vitesse.
Les grades s'appellent des kup et, à partir de la ceinture noire, des dan.
Le grand maître fondateur kwan ja nim Hwang Kee (né en 1914, décédé en 2002) a créé la première école du moo duk kwan à Séoul en 1945, quand la Corée du Sud a reconnu le Soo Bahk Do-Moo Duk Kwan.

## Historique
En 1975, la ceinture orange a été créée dans le but d'encourager les nouveaux membres.